# Lluïsa de Saxònia-Gotha
Lluïsa de Saxònia-Gotha-Altenburg - Luise von Sachsen-Gotha-Altenburg (alemany) - (Roda, 9 de març de 1756 - Ludwigslust, 1 de gener de 1808)a Era filla del príncep Joan August de Saxònia-Gotha-Altenburg (1704-1767) i de la comtessa Lluïsa de Reuss-Schleiz (1726-1773). Era, doncs, princesa i duquessa de Saxònia per herència familiar, i va esdevenir duquessa del Ducat de Mecklenburg-Schwerin en casar-se amb el Duc Frederic Francesc I.
L'1 de juny de 1775 es va casar a Gotha amb Frederic Francesc I de Mecklenburg-Schwerin (1756-1837), fill del duc Lluís de Mecklenburg-Schwerin i de la princesa Carlota Sofia de Saxònia-Coburg Saafeld (1731-1810). El matrimoni va tenir sis fills:
- SA el duc Frederic Lluís de Mecklenburg-Schwerin, príncep hereu, nascut a Ludwigslust el 1778, morí el 1819 a Ludwigslust. Es casà amb la gran duquessa Helena de Rússia el 1799, posteriorment es casà en segones núpcies amb la duquessa Carolina de Saxònia-Weimar-Eisenach i finalment el 1818 amb la landgravina Augusta de Hessen-Homburg.
- SA la duquessa Lluïsa Carlota de Mecklenburg-Schwerin, nada a Schwerin el 1779 i morta a Gotha el 1801. Es casà amb el duc August de Saxònia-Gotha-Altenburg.
- SA el duc Gustau Guillem de Mecklenburg-Schwerin, nat el 1781 a Ludwigslust el 1781 i mort a Ludwigslust el 1851.
- SA el duc Carles de Mecklenburg-Schwerin, nat el 1782 a Ludwigslust i mort a la mateixa ciutat el 1833.
- SA la duquessa Carlota de Mecklenburg-Schwerin, nada Ludwigslust el 1784 i morta a Roma el 1840. Es casà amb el príncep hereu i després rei Cristià VIII de Dinamarca de qui es divorcià el 1810.
- SA el duc Adolf de Mecklenburg-Schwerin, nat a Ludwigslust el 1785 i mort a Schwerin el 1821.